# Lineus bonaerensis
Lineus bonaerensis är en djurart som tillhör fylumet slemmaskar, och som beskrevs av Moretto 1971. Lineus bonaerensis ingår i släktet Lineus och familjen Lineidae. Inga underarter finns listade i Catalogue of Life.